# Westerborkpad
Het Westerborkpad (LAW 15) is een langeafstandswandelpad van ca. 340 kilometer van Amsterdam naar Hooghalen in Drenthe. 
De wandelroute is opgezet als bezinningspad en voert langs plaatsen die herinneren aan de Jodenvervolging in de Tweede Wereldoorlog, zoals onderduikadressen, monumenten en werkkampen. Het pad start bij de Hollandsche Schouwburg in Amsterdam en volgt daarvandaan zoveel mogelijk de route van de spoorlijn waarover mensen gedeporteerd zijn naar Kamp Westerbork waar de route eindigt. De route is daarom bewust gemarkeerd in een enkele richting naar het kamp.

## Afbeeldingen

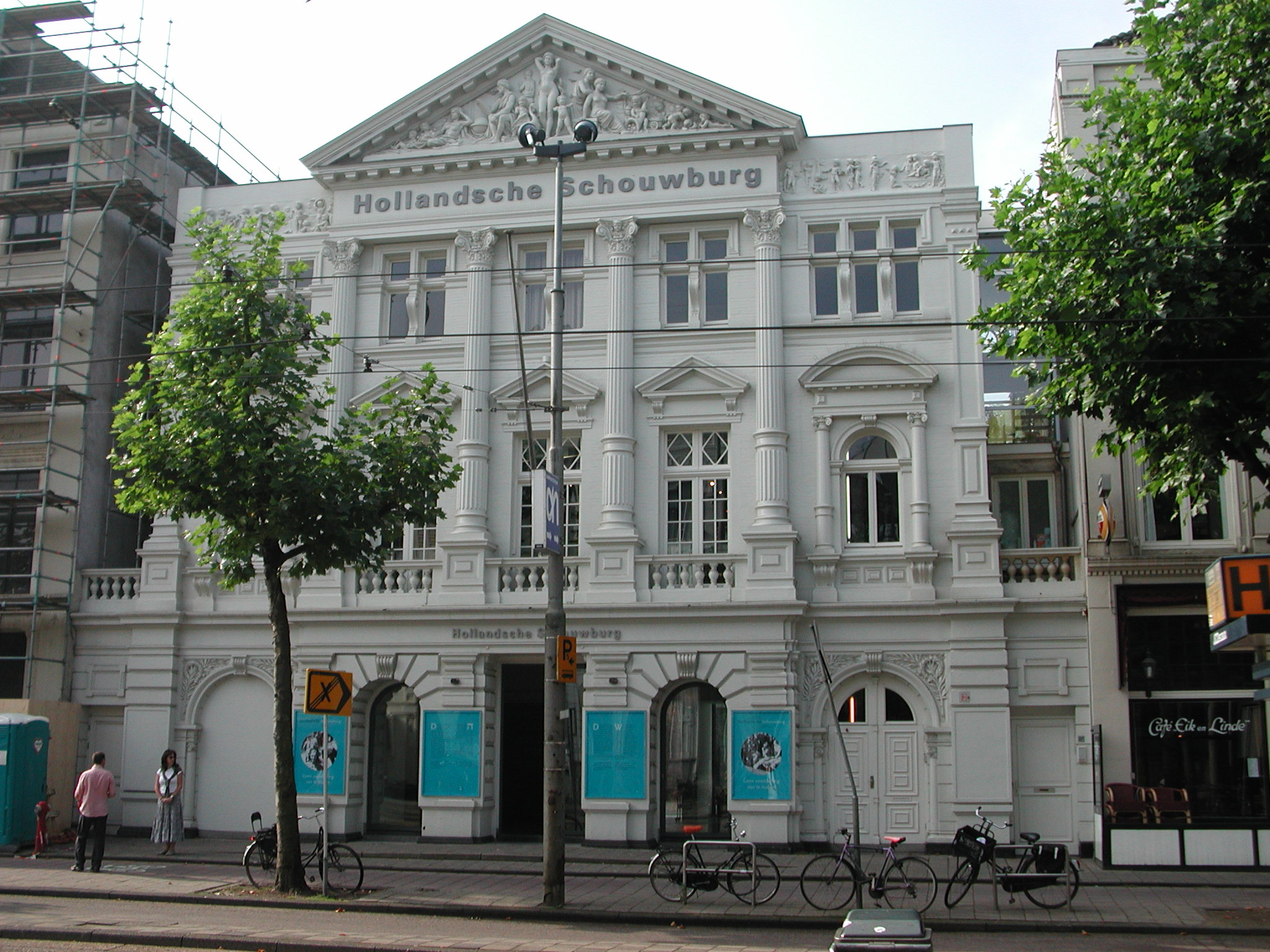
Hollandsche Schouwburg
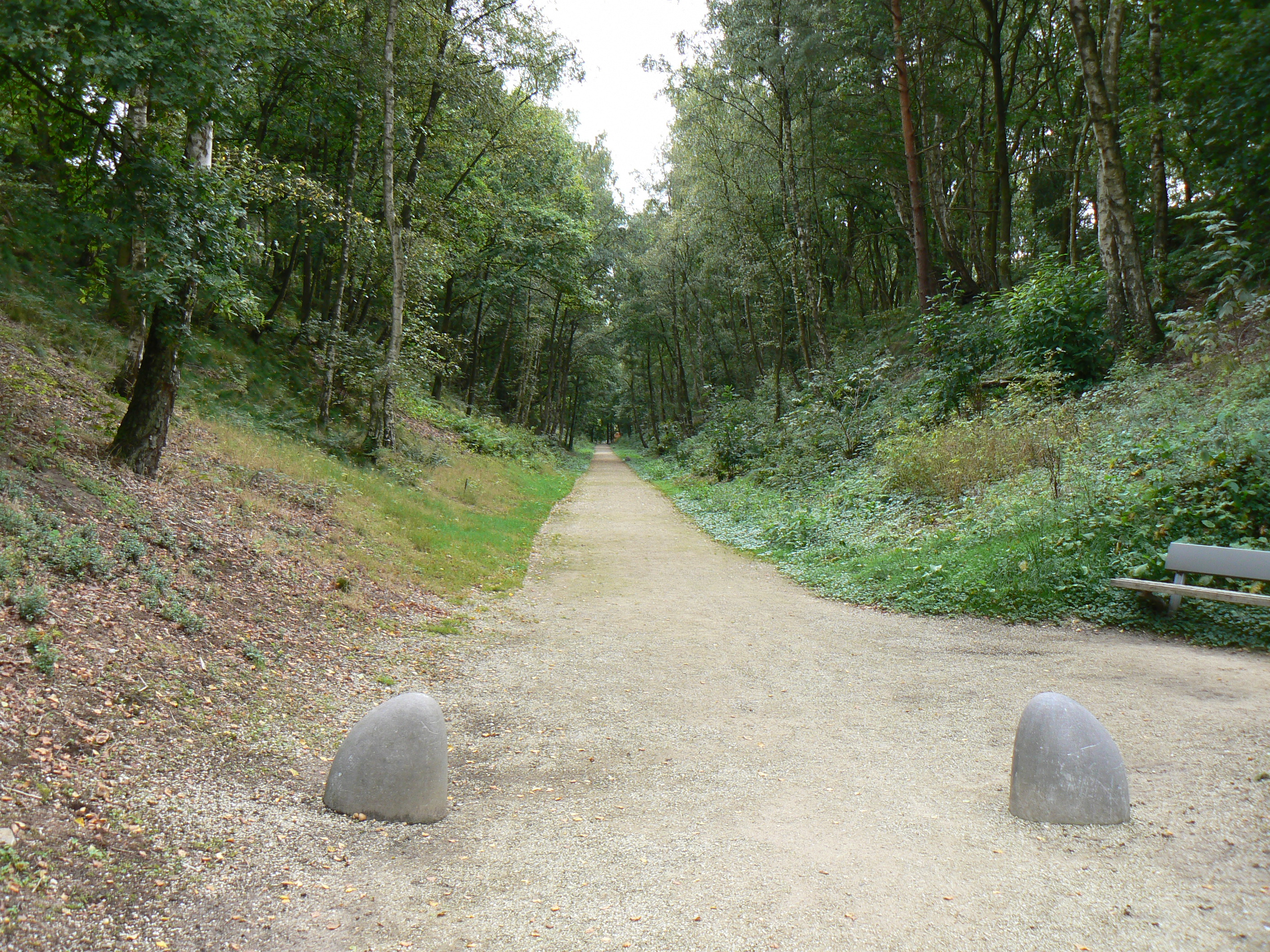
Executieterrein, Kamp Amersfoort
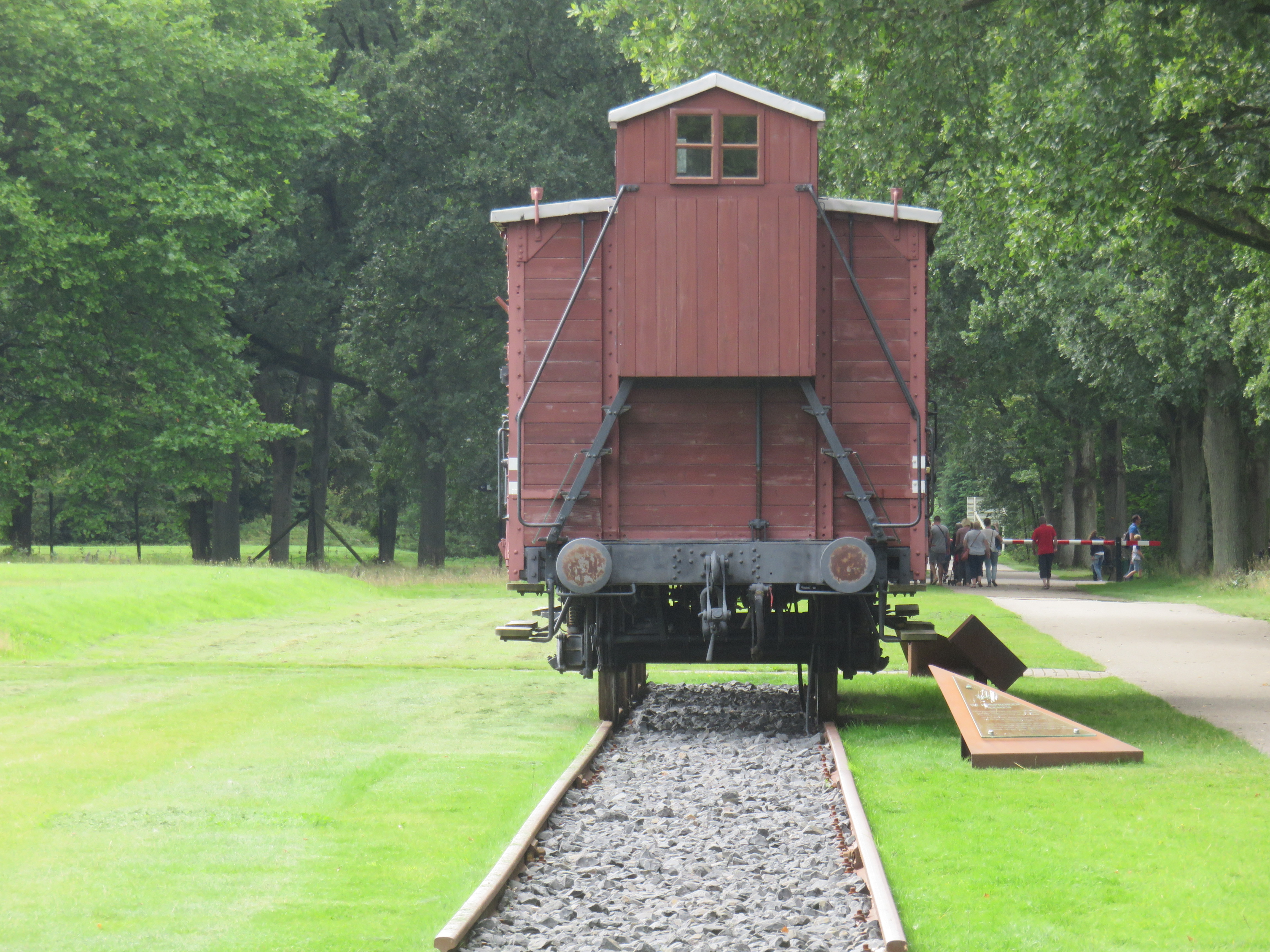
Kamp Westerbork